# Триод
Эле́ктрова́куумный трио́д, или просто трио́д, — электронная лампа, позволяющая входным сигналом управлять током в электрической цепи. Имеет три электрода: термоэлектронный катод (прямого или косвенного накала), анод и одну управляющую сетку.

## История
Изобретён и запатентован в 1906 году американцем Ли де Форестом. Обычно используется для усиления, генерации и преобразования электрических сигналов.
Наименование триод в 1950—1970 годах, во времена становления полупроводниковой электроники, также употреблялось и для транзисторов — по числу выводов, часто с уточнением: полупроводниковый триод, или с указанием материала: (германиевый триод, кремниевый триод).
Триоды были первыми устройствами, которые использовались для усиления электрических сигналов в начале XX века.
Нелинейность вольт-амперной характеристики триода пропорциональна квадратному корню из третьей степени величины тока анода, то есть она имеет более высокую линейность, чем полупроводниковые транзисторы XX века. Благодаря этому вакуумные триоды вносят минимальные нелинейные искажения в усиливаемый сигнал.
В ходе дальнейшего совершенствования триода были разработаны многосеточные лампы: тетрод, лучевой тетрод, пентод и другие.

## Современное состояние
В настоящее время вакуумные триоды практически полностью вытеснены полупроводниковыми транзисторами. Исключение составляют области, где требуется преобразование сигналов с частотой порядка сотен МГц — ГГц большой мощности при небольшом числе активных компонентов, а габариты и масса не столь критичны, — например, в выходных каскадах радиопередатчиков. Мощные радиолампы имеют сравнимый с мощными транзисторами КПД; надёжность их также сравнима, но срок службы значительно меньше. Маломощные триоды имеют невысокий КПД, так как на накал тратится значительная часть потребляемой каскадом мощности, порой более половины от общего потребления лампы.
Также на базе ламп всё ещё делается некоторая часть высококачественной акустической усилительной аппаратуры классов Hi-Fi и Hi-End, несмотря на то, что фиксируемый приборами коэффициент нелинейных искажений у почти любых современных транзисторных приборов во много раз меньше, чем у ламповых. Несмотря на высокую стоимость, такая аппаратура весьма популярна у музыкантов и аудиофилов благодаря её так называемому более «тёплому», «ламповому» звучанию, которое якобы воспринимается человеком как более естественное и близкое к тому, что было при записи исходного звука. Триод — простая по конструкции лампа, имеющая при этом высокий коэффициент усиления, поэтому она хорошо вписывается в один из принципов построения альтернативной звукотехники — принцип минимализма, то есть предельной простоты аппаратуры.

## Двойные триоды
Комбинированные лампы, конструктивно представляющие сборки двух индивидуальных триодов, заключённых в общую вакуумированную колбу, называют двойными триодами. Обычно оба триода имеют раздельные и изолированные друг от друга системы электродов — анодов, сеток и катодов. Существуют типы сдвоенных триодов с общим катодом. Практически всегда цепи накала обоих катодов электрически соединены внутри баллона и из баллона выведено только два вывода накала.
В основном, двойные триоды — приборы, предназначенные для работы в усилителях звуковых частот (УНЧ), схемах промышленной автоматики, переключательных схемах. Но существуют и высокочастотные сдвоенные триоды, например, 6Н3П.
На закате ламповой эры с целью повысить интеграцию ламповых схем выпускались строенные триоды (конструктив «компактрон» (англ. compactron), где в одном баллоне совмещались три триода, однако эти лампы, в отличие от двойных триодов, не получили массовое распространение. В то время в промышленности наиболее широко применялись маломощные двойные триоды 6Н2П, 6Н1П, 12AX7, 6SN7, 6SL7, другие.
Применение сдвоенных триодов улучшало массогабаритные характеристики электронной аппаратуры.

### Отечественные двойные триоды
- 1Н3С — двойной триод малой мощности с общим катодом прямого накала. Предназначен для использования в выходных каскадах УНЧ (до 1,5 Вт), работающих в классе В, что позволяет работать с батарейным питанием.
- 6Н5С, 6Н13С — двойной низкочастотный мощный триод с октальным цоколем, аналог 6AS7. Предназначен для работы в стабилизаторах напряжения. Может эффективно использоваться в высококачественных УНЧ; на базе современных 6Н13С российского производства строится большинство современных бестрансформаторных ламповых усилителей.
- 6Н7С — двойной низкочастотный триод с общим катодом с октальным цоколем, аналог 6N7. Предназначался для дифференциальных каскадов усилителей НЧ, а также для оконечных каскадов УНЧ, работающих в классе В.
- 6Н8С — низкочастотный двойной триод c октальным цоколем, аналог 6SN7 — наиболее распространённой лампой в современной аппаратуре. Предназначен для усиления сигналов низкой частоты.
- 6Н9С — низкочастотный двойной триод c высоким коэффициентом усиления, с октальным цоколем, аналог 6SL7. После снятия с производства выпускался аналог в «пальчиковом» корпусе 6Н2П. Предназначен для усиления сигналов высокой[уточнить] частоты. Применяется в телевизионной и приёмо-передающей аппаратуре.
- 6Н1П — двойной миниатюрный низкочастотный триод, функциональный аналог 6Н8С и 6DJ8. Отличается более высоким током накала. Производились импульсные версии 6Н1П-И с повышенной предельной эмиссией электронов на катоде.
- 6Н2П — двойной миниатюрный низкочастотный триод с высоким коэффициентом усиления, функциональный аналог 6Н9С. Электрический аналог широко распространённой лампы 12AX7, но несовместим с ней по разводу электрических выводов.
- 6Н3П — двойной миниатюрный высокочастотный триод. Широко применялся в отечественных гражданских радиоприёмниках — на 6Н3П строились блоки преобразования частоты УКВ диапазона.
- 6Н23П — двойной миниатюрный триод, функциональный аналог ECC88. Предназначен для широкополосного усиления напряжения высокой частоты, схем промышленной автоматики.
- 6Н6П, 6Н30П — двойные миниатюрные триоды средней мощности. Предназначены для усиления низкой частоты и работы в импульсных схемах, а также в двухтактных выходных каскадах УНЧ малой мощности. 6Н30П — вероятно, единственная из советских ламп, не имеющих зарубежных аналогов, которая используется в современных зарубежных промышленных изделиях.
- 6Н17Б — двойной малогабаритный триод малой мощности.